# Anadiasa jansei
Anadiasa jansei is een vlinder uit de familie spinners (Lasiocampidae). De wetenschappelijke naam van deze soort is voor het eerst geldig gepubliceerd in 1917 door Aurivillius.
De soort komt voor in tropisch Afrika.